# Narciso Pasta

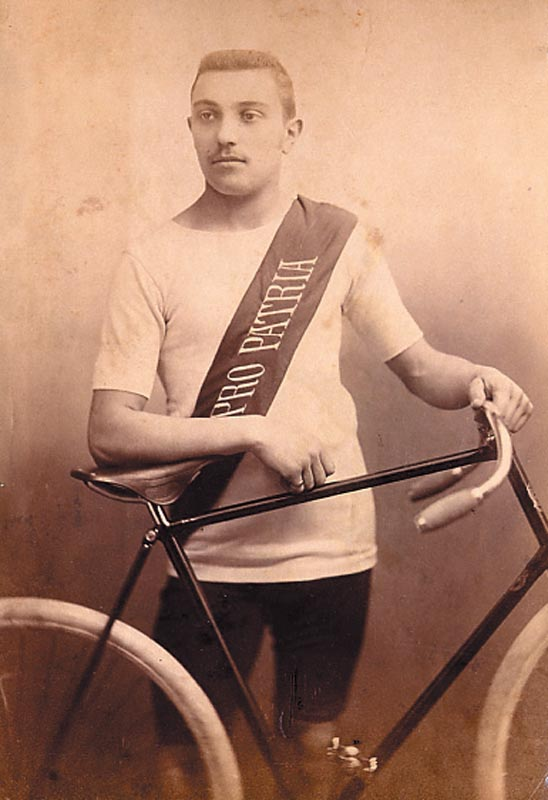
Narciso Pasta, in 1880, Pro Patria Milano

Narciso Pasta (* 13. Juni 1873 in Mailand; † 3. Oktober 1944 in Mexiko-Stadt) war ein italienischer Bahnradsportler.
Narciso Pasta war ein legendärer italienischer Radsportler aus den 1890er Jahren, dessen Erfolge viel zur Popularität des Radsports in Italien beitrugen. Besonders bekannt wurde er durch die Rivalität mit seinem Landsmann Romolo Buni. Pasta wurde mehrfacher italienischer Meister über verschiedene Distanzen, auch auf dem Dreirad. 1894 wurde er italienischer Meister im Sprint.